# 고가교

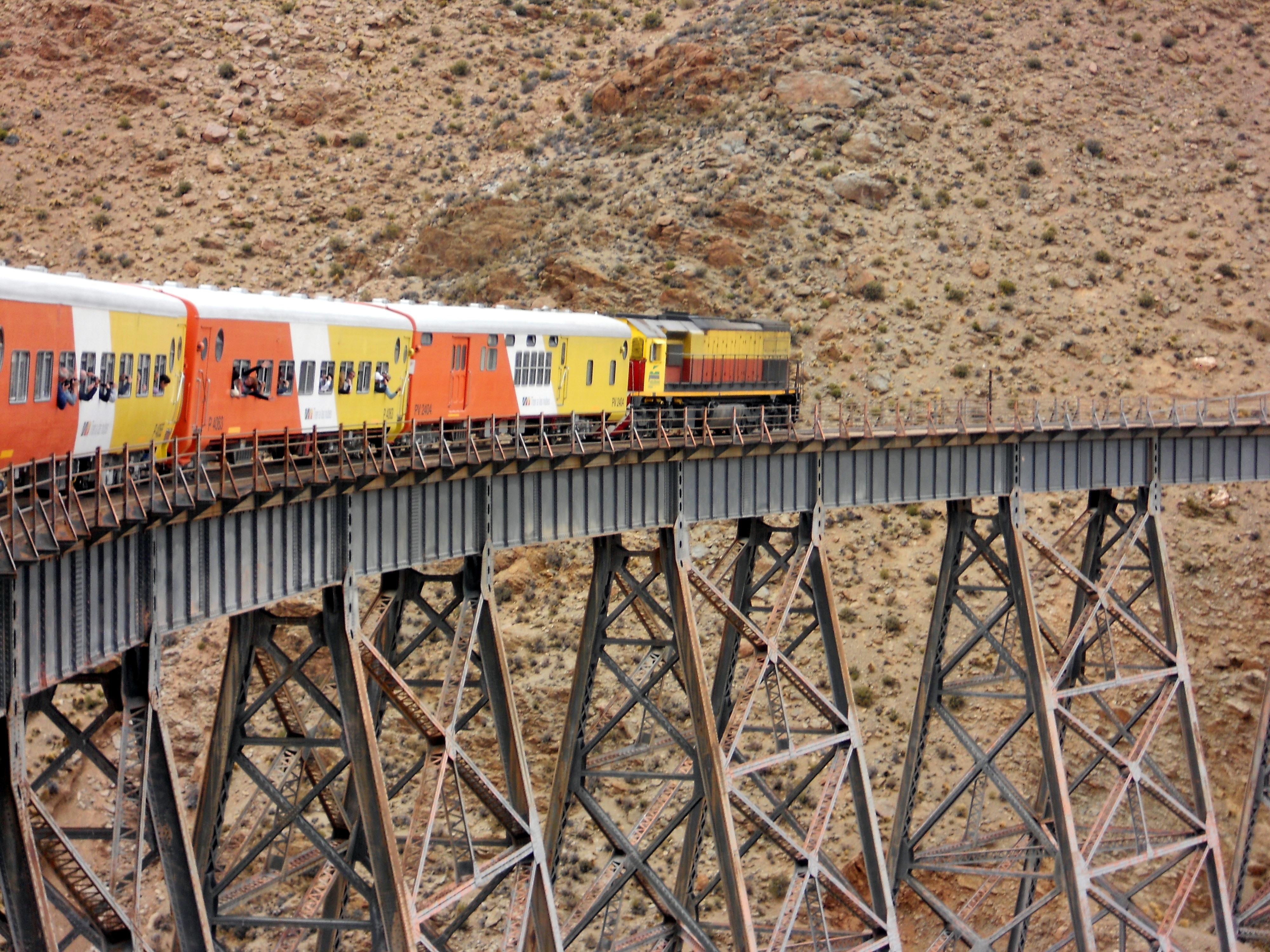

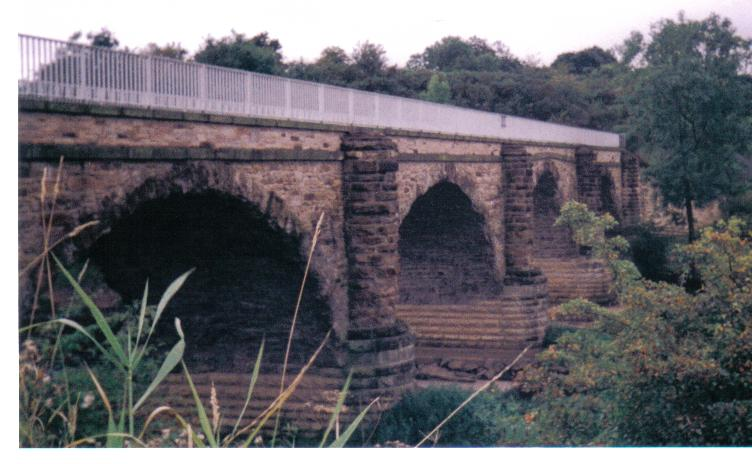
라이 밀턴 고가교

고가교(高架橋)는 지상 위에 연속으로 설치된 다리이다.

## 같이 보기
- 입체 교차